# Martin Yngerskog
Martin Yngerskog, född 4 maj 1981 i Stockholm i Sverige, är en svensk volleybollspelare. Han har spelat 81 A-landskamper. Han blev svensk mästare tre gånger med Örkelljunga VK.